# Bildstock 18. Jahrhundert (Aletshausen)

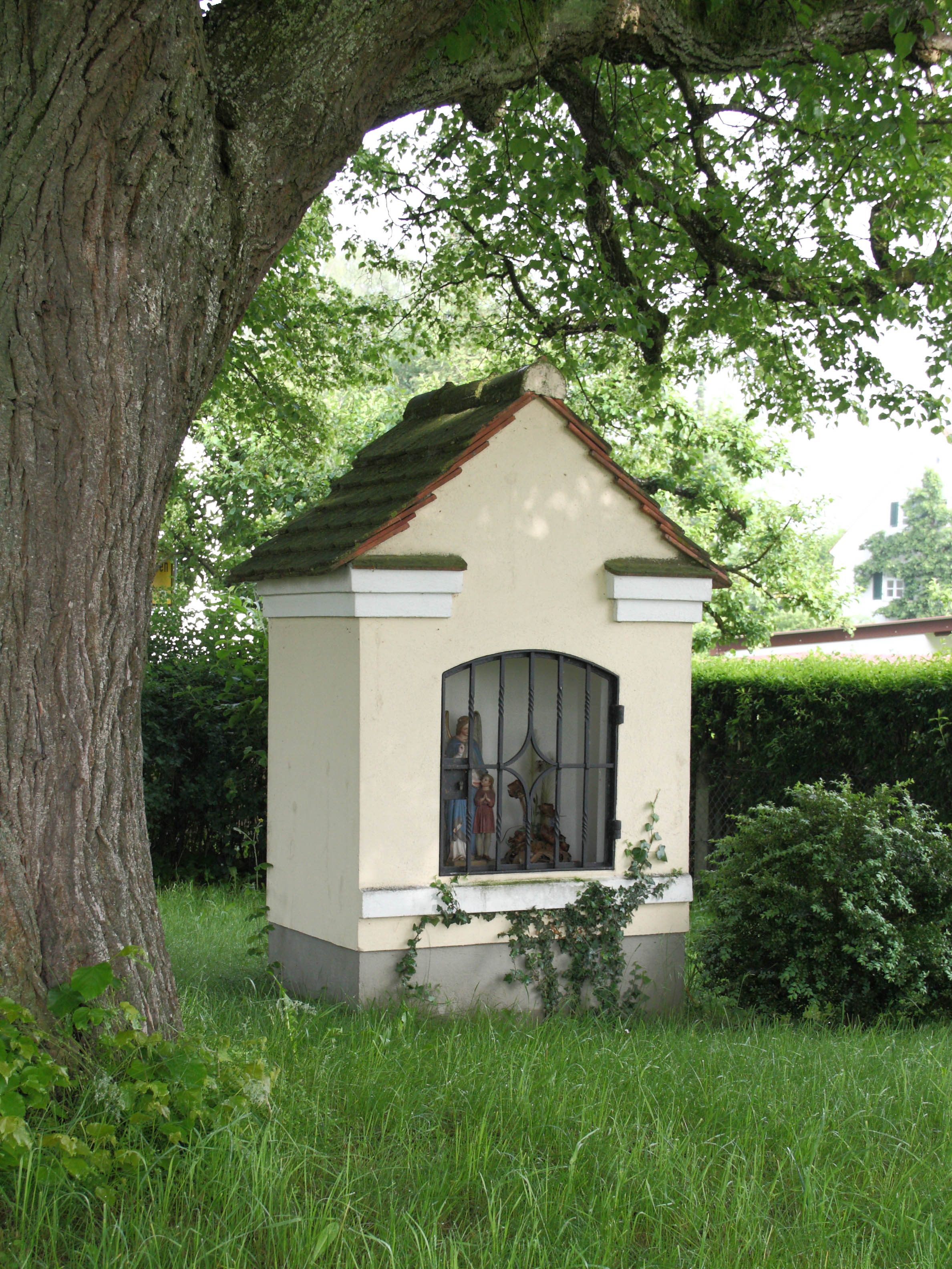
Bildstock am südlichen Ortsende von Aletshausen

Der Bildstock aus dem 18. Jahrhundert in Aletshausen, einer Gemeinde im schwäbischen Landkreis Günzburg in Bayern, steht am südlichen Ortsende an der Bundesstraße 16. Der Bildstock ist ein geschütztes Baudenkmal.
Der Bildstock besteht aus einem niedrigen, querrechteckigen Nischenkörper mit Satteldach. Im Inneren befindet sich ein geschnitzter und gefasster neuromanischer Engel mit einem Kind.